# Purushottam Kaushik
Purushottam Kaushik (* 24. September 1930 in Mahasamund, Central Provinces, Britisch-Indien; † 5. Oktober 2017 in Mahasamund, Chhattisgarh) war ein indischer Politiker der Janata Party (JNP) sowie der Janata Dal, der unter anderem zwischen 1977 und 1980 sowie erneut von 1989 bis 1991 Mitglied der Lok Sabha war. Er war von 1977 bis 1979 Minister für Tourismus und Zivilluftfahrt sowie zwischen 1979 und 1980 Minister für Information und Rundfunk.

## Leben
Purushottam Kaushik, Sohn von Dhaluram Kaushik, begann nach dem Schulbesuch ein grundständiges Studium an der Sagar University, der heutigen Dr. Hari Singh Gour University, das er mit einem Bachelor of Arts (B.A.) beendete. Während des Studiums war er aktiver Sportler und gehörte der Volleyball-Mannschaft der Universität an. Ein darauf folgendes Studium der Rechtswissenschaften am Law College der Rashtrasant Tukadoji Maharaj Nagpur University, schloss er mit einem Bachelor of Laws (LL.B.) ab und nahm im Anschluss eine Tätigkeit als Rechtsanwalt auf. Er arbeitete in verschiedenen Organisationen, um für den sozioökonomischen und bildungsbezogenen Aufstieg von Landarbeitern und Adivasis zu kämpfen und startete dazu eine Kampagne gegen Rückständigkeit. Des Weiteren engagierte er sich auch in der Genossenschaftsbewegung. Sein politisches Engagement begann er in der 1964 von George Fernandes gegründeten Samyukta Socialist Party (SSP), deren Generalsekretär er im Bundesstaat Madhya Pradesh war. 1972 wurde er Mitglied der Legislativversammlung von Madhya Pradesh (Madhya Pradesh Vidhan Sabha) und gehörte dieser bis 1977 an.
Bei der Wahl vom 16. bis 20. März 1977 wurde Kaushikm für die Janata Party (JNP) in dem in Madhya Pradesh gelegenen Wahlkreis Raipur  erstmals zum Mitglied der Lok Sabha gewählt, des Unterhauses des Parlaments (Bhāratīya Sansad), und gehörte diesem in der sechsten Legislaturperiode bis Januar 1980 an. Nach der Wahl wurde er am 26. März 1977 als Minister für Tourismus und Zivilluftfahrt in das Kabinett Desai berufen und bekleidete dieses Ministeramt bis zum 15. Juli 1979. Nachdem er sich der Bharatiya Lok Dalgenannten Janata Party (Secular) (JNP (S)), einer Abspaltung der Janata Party, angeschlossen hatte, fungierte er im darauf folgenden Kabinett Charan Singh zwischen dem 30. Juli 1979 und dem 14. Januar 1980 als Minister für Information und Rundfunk. 1980 schloss er sich der vom bisherigen Premierminister Chaudhary Charan Singh gegründeten Lokdal (LD) an und fungierte als deren Präsident in Madhya Pradesh. Im Anschluss war er wieder als Rechtsanwalt tätig und trat später der 1988 gegründeten Janata Dal als Mitglied bei.
Bei der Wahl am 22. und 26. November 1989 wurde Purushottam Kaushik für die Janata Dal in dem ebenfalls in Madhya Pradesh gelegenen Wahlkreis Durg abermals zum Mitglied der Lok Sabha gewählt und gehörte dieser in der neunten Legislaturperiode bis Mai 1991 an. Während dieser Zeit wurde er am 29. Januar 1990 Mitglied des Generalrates des Indischen Rates für Kulturbeziehungen ICCR (Indian Council for Cultural Relations). Außerdem wurde er im Unterhaus am 17. Juli 1990 Vorsitzender des Eisenbahnkonventionsausschusses sowie am 24. Juli 1990 Mitglied des Ausschusses für allgemeine Zwecke. Darüber hinaus gehörte er 1990 dem Beratenden Ausschuss des Ministeriums für Stahl und Bergbau an. 
Aus seiner 1945 geschlossenen Ehe mit Amrit Kaushik gingen drei Söhne hervor.